# Vas, Kostel
Vas este o localitate din comuna Kostel, Slovenia, cu o populație de 67 de locuitori.